# Ishmael Beah
Ishmael Beah (Sierra Leone, 23 dicembre 1980) è uno scrittore sierraleonese.
A soli 12 anni, Ishmael Beah viene costretto a partecipare alla guerra civile di Sierra Leone, finché non viene soccorso dall’UNICEF. Ha raggiunto gli Stati Uniti nel 1998. 
Dopo aver terminato gli studi superiori alla United Nations International School di New York si è laureato nel 2004 in Scienze Politiche all'Oberling College.
Membro dello Human Rights Watch Children's Rights Division Advisory Committee, ha parlato numerose volte alle Nazioni Unite, al Council on Foreign Relations  e al Center for Emerging Threats and Opportunities. Vive a New York.
È l'autore di Memorie di un soldato bambino, libro autobiografico dove racconta la sua terribile esperienza di bambino soldato nella Sierra Leone.
Nel libro racconta la sua terribile vita aggravata dalla perdita della famiglia. Nel libro non tralascia parti violente e sanguinose delle battaglie combattute quando era un soldato dell'esercito regolare della Sierra Leone. È ambasciatore dell'UNICEF.